# Carlos Celdran

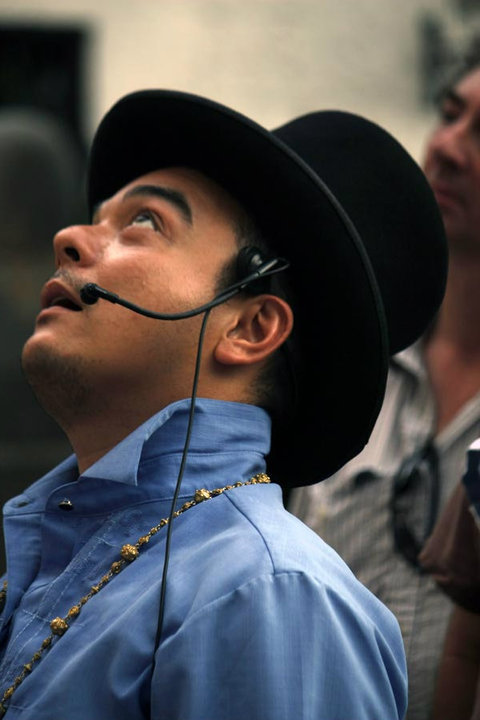
Celdran tijdens een rondleiding door historisch Manilla (november 2009)

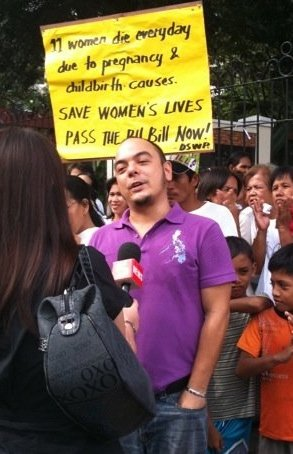
Celdran wordt geïnterviewd tijdens een demonstratie voor de invoering van de Reproductive Health Bill bij het Filipijns Congres (november 2009

John Charles Edward (Carlos) Celdran (Makati, 10 november 1972 – Madrid, 8 oktober 2019) was een Filipijns activist, standup-comedian en toeristengids.

## Biografie
Carlos Celdran groeide op in Dasmariñas Village in de Filipijnse stad Makati. Hij was al op jonge leeftijd creatief bezig. Zo was hij vanaf 14 jaar cartoonist bij een lokale krant uit Manilla. Ook had hij samen met zijn zussen een T-shirtwinkel, waarin hij verantwoordelijk was voor de illustraties op de shirts. In 1990 begon hij een studie aan de Faculteit Visuele Communicatie van de University of the Philippines. Na een jaar verhuisde hij naar de Verenigde Staten om daar verder te studeren aan de Rhode Island School of Design. Daar voltooide hij een studie Performance. Na zijn studie verhuisde hij naar New York, waar hij vanaf 1997 werkte als technisch directeur voor de Bill T. Jones/Arnie Zane Dance Company.
Toen zijn visum niet verlengd werd, keerde Celdran terug naar de Filipijnen. Daar werkte hij onder meer voor Balet Philippines en Actor's Actors, Inc. Ook werkte hij als vrijwilliger bij de Heritage Conservation Society. Vanaf 2000 was hij directeur van de organisatie. Bij de Heritage Conservation Society ontdekte hij ook zijn talent voor het geven van historische rondleidingen. Daarop richtte hij in 2002 zijn bedrijf Walk this Way op, gespecialiseerd in het geven van rondleidingen. In oktober 2012 werd zijn "Living La Vida Imelda"-tour beschreven in een artikel in The New York Times.
Celdran verwierf landelijke bekendheid in de Filipijnen als activist. Hij zet zich onder andere in om hiv/aids onder de aandacht te brengen en was vaak te vinden bij bijeenkomsten en demonstraties voor de Reproductive Health Bill. In 2010 werd hij bij een eenmansactie in de Kathedraal van Manilla gearresteerd. Hij wilde daar verkleed als de Filipijnse nationale held José Rizal de weerstand van de Rooms-Katholieke Kerk tegen de omstreden wet onder de aandacht brengen. In 2013 werd hij voor de actie door de rechtbank veroordeeld tot een gevangenisstraf.
Celdran werd vanwege zijn bekendheid als activist gevraagd regelmatig commentaar te geven op sociale en politieke gebeurtenissen in de Filipijnen. Behalve in de nationale Filipijnse media verscheen zijn mening ook in internationale media als Time Magazine, The Huffington Post en Forbes Magazine. Ook was Celdran een van de presentators van het programma Tayuan Mo at Panindigan van AksyonTV.
Celdran overleed in 2019 op 46-jarige leeftijd aan een hartstilstand. 

## Bron
- (en)  Floyd Whaley, In Manila, ‘Livin’ La Vida Imelda!’, The New York Times (12 oktober 2012)